# جيفينيو
جيفينيو (مواليد 30 ديسمبر 1999) هو لاعب كرة قدم برازيلي يلعب في مركز المهاجم في نادي أولمبيك ليون.

## روابط خارجية
- جيفينيو على موقع إي إس بي إن إف سي (الإنجليزية)
- جيفينيو على موقع قاعدة بيانات كرة القدم.إي يو (الإنجليزية)
- جيفينيو على موقع ليكيب (الفرنسية)
- جيفينيو على موقع Soccerbase.com (لاعب) (الإنجليزية)
- جيفينيو على موقع Soccerway.com (الإنجليزية)
- جيفينيو على موقع عالم كرة القدم.نت (الإنجليزية)